# Sternacanista retrospinosa
Sternacanista retrospinosa là một loài bọ cánh cứng trong họ Cerambycidae.